# تروور اتکینسون
تروور اتکینسون (انگلیسی: Trevor Atkinson; ۲۳ نوامبر ۱۹۴۲ – ۳۱ اکتبر ۱۹۹۲) بازیکن فوتبال اهل بریتانیا بود.
از باشگاه‌هایی که در آن بازی کرده‌است می‌توان به باشگاه فوتبال برافورد پارک آونیو و باشگاه فوتبال دارلینگتون اشاره کرد.